# Pont tournant de Belize City
Le pont tournant de Belize City, en anglais le Belize City Swing Bridge, est situé dans le centre-ville de Belize City, au Belize. Il relie les rives nord et sud de la ville et enjambe la Haulover Creek, un affluent du fleuve Belize.
Destination touristique et monument historique du Belize, c'est le plus ancien pont tournant d'Amérique centrale et l'un des rares ponts tournants manuels au monde encore en service. Le Musée maritime du Belize se trouve à proximité.

## Historique

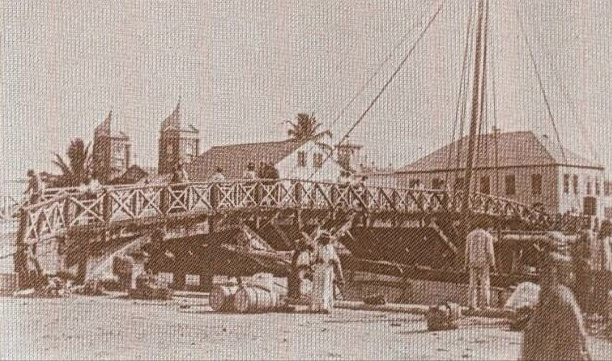
Le New Wood bridge construit en 1859 (photo de 1897).

Construit à Liverpool, en Angleterre, en 1922 et amené à Belize City par une entreprise américaine de La Nouvelle-Orléans, il est construit pour permettre aux bateaux de pêche à voile dotés de hauts mâts de franchir le pont et de remonter le cours d'eau pour ravitailler et fournir des services à la ville. Il ouvre au public le 11 avril 1923. Il est ouvert manuellement par quatre hommes actionnant une manivelle. Le pont est basculé deux fois par jour, le matin et le soir, pour permettre le passage des bateaux.
Le temps des travaux de construction, un pont temporaire en bois est installé. Il est le troisième pont construit en ce point pour traverser la Haulover Creek. Un premier pont en bois, le Grand Belize Bridge, est construit en 1818 pour être remplacé par un nouveau pont, également en bois, en 1859, le New Wood bridge,.
La Haulover Creek est un affluent du fleuve Belize, mais il doit son nom au fait que les éleveurs devaient tirer leur bétail de l'autre côté du cours d'eau à l'aide de cordes (« hauling over the creek »). 
Le pont est endommagé par l'ouragan de catégorie 5 qui frappe la ville en 1931. Le pont est soulevé et se retrouve dans une rue. De nouveau endommagé par l'ouragan Hattie en 1961 et par l'ouragan Mitch en 1998, des réparations sont effectuées après l'ouragan Mitch et une nouvelle restauration a lieu au cours de la première décennie du XXIe siècle. Il est question d'automatiser le pont, mais les habitants s'y opposent, estimant qu'elle priverait la ville d'une destination touristique majeure.
C'est le plus ancien pont tournant d'Amérique centrale et l'un des rares ponts tournants manuels au monde encore en service,.
Au début des années 2020, le pont centenaire montre des signes de détérioration au niveau de sa structure. En 2024, le Gouvernement du Belize et l'Agence japonaise de coopération internationale réalisent une étude de faisabilité pour remplacer le vieux pont,.

## Fonctionnement
Il faut au moins quatre hommes pour manœuvrer le pont à la manivelle jusqu'à ce qu'il soit parallèle aux rives. Après le passage du trafic, il est à nouveau manœuvré à la main jusqu'à ce qu'il retrouve sa position transversale au cours d'eau. La circulation est interrompue pendant plus d'une heure avant que le processus soit terminé. Depuis 2007, le pont n'est ouvert manuellement que sur demande spéciale, car le trafic sur Haulover Creek n'est plus aussi important qu'auparavant. 

## Au cinéma
Le pont tournant de Belize City apparaît dans le film de 1980, Les Chiens de guerre (The Dogs of War), avec Christopher Walken. Les scènes du pays africain fictif de Zangaro sont tournées à Belize City, au Belize. Le pont est positionné parallèlement au ruisseau, puis est actionné manuellement pour revenir en position dans la scène.